# Episymploce guizhouensis
Episymploce guizhouensis är en kackerlacksart som först beskrevs av Feng, P. och Patrick C.Y. Woo 1988.  Episymploce guizhouensis ingår i släktet Episymploce och familjen småkackerlackor. Inga underarter finns listade i Catalogue of Life.